# Scolecodes huntsmani
Scolecodes huntsmani is een eenoogkreeftjessoort uit de familie van de Notodelphyidae. De wetenschappelijke naam van de soort is voor het eerst geldig gepubliceerd in 1930 door Henderson.